# 姚煒
姚煒（英語：Kelly Yao，1950年12月16日—），本名金瑛瑛，香港女歌手、演员。

## 早年
姚炜出生於上海，本名金瑛瑛，是家中长女。幼年滯留中國大陸外婆家，遭遇「大躍進」時代，生活贫寒。
后来姚炜經官方查證，獲准赴香港與父母、弟妹團聚。姚炜11岁丧母，当时最小的弟弟才2岁，姚炜长姐如母，照顾3个年幼弟妹。

## 演藝經歷
姚煒從小愛好唱歌，跟著父親做裁縫，將舞臺服飾賣給藝人，漸與香港歌廳的駐唱歌手熟識，並受推薦向歌唱老師許佩學唱歌。
18歲時，受歌唱老師許佩賞識，而臨時為請病假的歌手登臺代唱，從此得到迴響，獲歌廳邀請加盟，開啟演藝之路，約於1970年在香港開始職業演唱。
姚煒的早期歌曲由樂風唱片（麗風唱片子公司）發行，曾是麗的電視的合約歌星，後來更一度與寶麗金簽下唱片合約。姚煒常受邀到東南亞各地登臺演出，與新加坡頗有淵源，並一度受邀在臺灣歌廳駐唱二年之久，擔任台灣台視旅遊節目「大螢幕」(1977年開播)的香港主持人。
姚煒歌而優則演，於1978年簽約香港無線電視(TVB)。在《勢不兩立》中的豪門怨婦的角色，奠定了她在演藝圈的地位。1981年在知名導演徐克的電影《鬼馬智多星》中擔任女主角，形象突出；也參與TVB多部電視劇演出，被稱為最有女人味的女人。姚煒最受矚目的代表作則是受邀來臺灣，參與知名作家白先勇名著改編而成的電影《金大班的最後一夜》，擔任劇中女主角，演活了小說中的主角，得到極佳的評價。

## 演技表現
電影《金大班的最後一夜》開拍之前，各方人士推薦眾多女主角人選名單，經過重重的篩選，姚煒因何莉莉的推薦，加上在電影《鬼馬智多星》裡出場時的獨特風格表現，以及劇集《香江歲月》中演出來自上海的社交名媛角色，使她從眾多女演員徵選名單中脫穎而出，被作家白先勇、導演白景瑞欽點為女主角。姚煒不負所託，以精湛的演技，塑造了嫵媚綽約、成熟大氣的舞廳大班，備受各方肯定。1984年獲提名為第21屆金馬獎最佳女主角，更與王冠雄受邀擔任當屆金馬獎頒獎典禮男、女主持人，至今仍被讚譽為「永遠的金大班」。

## 个人生活
1977年姚煒與香港超级豪门子弟、船王之子趙世曾的恋情曾轰动全城，1979年怀孕后生下女兒趙式芝，这是赵世曾人生第一个孩子。但不久后姚炜就带着女儿愤而离去。
后来姚炜和美國華僑余祝强结婚， 育有一子余耀文， 后来离婚。现在姚炜独身。
2012年4月4日， 赵式芝跟相戀7年的同性戀伴侣楊如芯，於法國秘密舉行同性戀婚礼。但9月时突然成为香港史上第一对公开自爆同性婚姻的公众名人， 轰动全港。赵世曾起初不仅完全无法接受， 更抛出5亿港币(后增至10亿)当嫁妆、全球海选招聘异性恋女婿， 成为轰动国际的热门话题。不过后来赵世曾态度明显软化， 渐渐宽容， 姚炜也渐渐接受杨如芯的存在。

## 演藝作品

### 唱片
- 1972年，賀新年，樂風唱片(45轉)
- 1972年，今夜身邊沒有你，樂風唱片(45轉)
- 1972年，那天晚上遇見你，樂風唱片(45轉)
- 1972年，我要證明我的愛，樂風唱片(45轉)
- 1972年，姚煒之歌，樂風唱片(33轉)
- 1973年，愛的你呀何處尋，樂風唱片(45轉)
- 1973年，又是風瀟瀟，樂風唱片(33轉)
- 1982年，小妹像朵花，寶麗金唱片(33轉)

### 電視劇
- 1978年，奮鬥
- 1980年，勢不兩立
- 1981年，情謎
- 1981年，無雙譜
- 1981年，飛鷹
- 1981年，鱷魚潭
- 1983年，天降財神
- 1983年，神探霹靂
- 1983年，北斗雙雄
- 1984年，香江歲月
- 1989年，塘西故事
- 1992年，半生緣一世情
- 1992年，獅子山下

### 電影
- 1981年，鬼域
- 1981年，鬼馬智多星
- 1982年，鯊魚燒賣
- 1982年，愛人女神
- 1982年，荒漠人
- 1983年，瘋狂83
- 1983年，同線車
- 1984年，金大班的最後一夜
- 1985年，孤戀花
- 1986年，海上花(楊凡導演)
- 1988年，情與法
- 1990年，義膽雄心 (香港電影)
- 1991年，靈狐
- 1992年，赤裸羔羊
- 1992年，白玫瑰（張曼玉、張耀揚主演）